# هوگو د یانوس
هوگو د یانوس (انگلیسی: Hugo de Llanos؛ زادهٔ ۱۸ مارس ۲۰۰۵) بازیکن فوتبال اهل اسپانیا است که در پست هافبک بازی می‌کند.